# Ryton (Tyne and Wear)
Pour les articles homonymes, voir Ryton.
Ryton est une localité d'Angleterre située dans le district métropolitain de Gateshead du Tyne and Wear.